# Стильная штучка
«Стильная штучка» (англ. Sweet Home Alabama — «Алабама — дом родной») — американская романтическая кинокомедия 2002 года.

## Сюжет
В прологе фильма показывается пляж Алабамы, где двое детей во время грозы гонялись друг за другом, это 10-летние Мелани Смутер и Джейк Перри. Они рассматривают песок, в который ударила молния и он превратился в стекло красивой формы. Они обсуждают своё будущее и Джейк самоуверенно говорит, что однажды они поженятся. На вопрос, почему он бы хотел жениться на Мелани, он отвечает, что так он может её целовать в любое время. И они целуются, но в этот момент ударяет молния.
Наши дни. 
Мелани изменила фамилию на Кармайкл, избавилась от южного акцента и является успешным дизайнером моды в Нью-Йорке. После обручения с Эндрю, сыном мэра Нью-Йорка, Мелани объявляет, что ей необходимо съездить одной домой в Алабаму, лично оповестить об этом своих родителей. На самом деле ей нужно развестись с Джейком, так как она не сказала Эндрю, что замужем.
По прибытии в штат Алабама Мелани сразу же идет к Джейку и требует развод, а также объяснений, почему он на протяжении многих лет не вернул ей подписанные бумаги о разводе. Из разговора мы узнаём, что Джейк так напился в их брачную ночь, что у них так и не было первого брачного танца. Джейк в ответ обвинил Мелани в том, что она забыла свои корни и стала карьеристкой, и сказал, что если она пойдет проведать своих родителей (чего она ещё не сделала, проведя целый день в городе), то он подумает о том, чтобы дать ей развод. В ответ Мелани опустошает банковский счёт Джейка, так как технически это пока их общий счёт. Мелани удивлена, откуда у Джейка взялась такая большая сумма, и даже предполагает, что он может замышлять что-то противозаконное. Джейк по-прежнему отказывается разводиться, и, следуя за ним в местный бар, Мелани напивается и объявляет всем присутствующим, что вышла замуж за Джейка из-за того, что была беременна, но потом случился выкидыш. После этого она начинает оскорблять всех в баре, самодовольно спрашивая, как они могут так жить. Джейк увозит её домой, а, проснувшись поутру, Мелани обнаруживает на кровати подписанные документы о разводе.
Мелани узнаёт от подруги Ларлинн, что Джейк однажды приезжал в Нью-Йорк, чтобы найти её, так как все ещё любит. Он был поражён Нью-Йорком и понял, что, чтобы вернуть Мелани, ему нужно «захватить мир». Этой ночью Мелани идёт на кладбище, чтобы попрощаться с их умершей собакой Медведем. Джейк ей рассказывает, что с её отъездом Медведь очень изменился, и что он попытался ему объяснить, что она ушла по его, Джейка, вине. И разговор постепенно перешёл на обсуждение причин, почему их брак не удался, потерю ребёнка, её уход. Джейк благословил Мелани на брак с Эндрю, но Мелани уже говорит, что не сможет сделать это и страстно целует Джейка. Джейк её отталкивает, но всё же просит вернуться в дом.
Эндрю приехал в город в поисках Мелани Кармайкл, он едет на плантацию, где, по утверждению самой Мелани, она выросла. Джейк его встречает и узнаёт, что это и есть жених Мелани, и что она придумала совершенно другую личность, чтобы скрыть своё истинное происхождение, которого она стыдилась. Джейк, назвавшись кузеном Мелани, приводит Эндрю к ней, рассказывая по пути прошлые подвиги Мелани, в том числе как они вдвоем привязали кусок динамита к хвосту кошки, в результате чего разрушилось отделение банка, что подтверждает происхождение её давнего прозвища «Felony Melanie» — «Преступница Мелани». Эндрю и Джейк приехали на поле реконструкции Гражданской войны, где Мелани наблюдала за своим отцом, одним из участников. Джейк говорит Эндрю, что они любят двух совершенно разных людей в Мелани. И Эндрю, поняв всю правду, уходит.
Мелани возвращается в родительский дом, где её отец прогуливается с Эндрю. Эндрю говорит ей, что ему очень жаль, что всё так вышло, но он всё ещё хочет на ней жениться. И они решают сыграть свадьбу в Алабаме. Во время предсвадебной суеты Мелани с нью-йоркскими друзьями находят магазин с вывеской «Deep South Glass» (Стекло южной глубинки), которым Мелани любовалась с самого возвращения в Алабаму, увидев самолёт Джейка и формации песка от удара молнии в витрине, она решает, что этот магазин принадлежит Джейку, что объясняет его банковский счёт. Джейк выходит из своего кабинета, они замечают друг друга, но после короткого диалога расходятся.
В день свадьбы, когда Мелани идёт к алтарю, церемонию прерывает адвокат, который объясняет, что развод всё ещё не закончен, так как Джейк подписал бумаги, а она нет. Мелани говорит Эндрю, что не может выйти за него замуж, так как «отдала своё сердце давным-давно и не получила его обратно» (Джейку). Она просит гостей оставаться на местах, пока она найдёт жениха.
Мелани находит Джейка на том же самом пляже, который мы видели в начале фильма, забивающим стальные пруты в песок (вероятно, чтобы в молния ударила в один из прутов и создала новую формацию стекла из песка). Она объясняет Джейку, что они оба всё ещё женаты, и что она хочет быть с Джейком. Джейк спрашивает, почему она этого хочет, на что Мелани отвечает: «Потому что тогда я смогу целовать тебя в любое время». Они возвращаются в бар матери Джейка, где их уже ждут гости и семья, и наконец танцуют первый танец, который не удался в день их свадьбы.

## В ролях
| Актёр          | Роль                           |
| -------------- | ------------------------------ |
| Риз Уизерспун  | Мелани «Кармайкл» Смутер-Перри |
| Джош Лукас     | Джейк Перри                    |
| Патрик Демпси  | Эндрю Хеннингз                 |
| Кэндис Берген  | Кейт Хеннингз                  |
| Мэри Кей Плейс | Перл Смутер                    |
| Фред Уорд      | Эрл Смутер                     |
| Джин Смарт     | Стелла Кэй Перри               |
| Итан Эмбри     | Бобби Рэй                      |
| Мелани Лински  | Ларлинн                        |
| Кортни Гейнс   | шериф Уэйд                     |
| Рона Митра     | Табата Уэдмар-Смит             |
| Дакота Фэннинг | маленькая Мелани               |
| Мишель Крусик  | Пэн                            |